# Georg Kaiser
Friedrich Carl Georg Kaiser (nascut el 25 de novembre 1878 a Magdeburg -Alemanya-; mort el 4 de juny 1945 a Ascona -Suïssa-). Escriptor alemany, un dels autors dramàtics expressionistes de més èxit.

## Biografia
Georg Kaiser va néixer el 25 de novembre de 1878 a Magdeburg, com a fill d'un venedor d'assegurances. El 1898 abandona els seus estudis empresarials per a viatjar a Buenos Aires, pagant el viatge amb el seu treball a la sala de màquines del vaixell. Una malària causaria el seu retorn a Alemanya, on el 1902 va haver d'estar ingressat per primera vegada en un Sanatori Mental per una disfunció psíquico-nerviosa
El 1908 es casa amb Margarethe Habenicht, que amb la seva dot el va donar una certa independència econòmica de la seva família. Malgrat això va tenir sempre problemes econòmics, que sovint li causaren problemes amb la justícia.
El seu primer èxit teatral el va tenir amb la peça Die Bürger von Calais el 1917, una obra expressionista que va ser representada al Neues Theater Frankfurt.
Entre 1910 i 1930 arribarà a escriure fins a 45 obres de teatre: comèdies, revistes i òperes. La majoria d'elles van ser representades; els anys 20, Georg Kaiser va arribar a ser juntament amb Gerhart Hauptmann un dels autors més interpretats del seu temps. Va treballar amb coneguts músics com Kurt Weill i va pertànyer a cercles literaris juntament amb Bertolt Brecht, Alfred Wolfenstein, Yvan i Claire Goll.
Degut al caràcter expressionista de les seves obres i de les temàtiques que tocava, de crítica al sistema i amb propostes de solucions utòpiques socialistes, va tenir problemes després de la presa del poder per part del partit nacionalsocialista. El 18 de febrer de 1933, durant l'estrena de la seva obra musical „Der Silbersee", amb música de Kurt Weill, les SA assaltaren el teatre on es feia la representació, la Leipziger Schauspielhaus. Aquesta obra va ser treta del programa.
El maig de 1933 van ser cremats els seus llibres; més tard participà en l'aparell de propaganda de la resistència, la qual cosa causà la prohibició de la publicació de les seves obres i el seu exili en solitari a Suïssa en juny de 1938 - la seva família romangué a Alemanya.
En el seu exili acabarà altres obres, fins que mor el 4 de juny de 1945 a Ascona.

## Obres
- Von morgens bis mitternachts (1912) - (Del matí a mitjanit)
- Die Bürger von Calais (1912/13; 1923) (Els ciutadans de Calais)
- Der Fall des Schülers Vehgesack (1914) (El cas de l'alumne Vehgesack)
- Rektor Kleist (1914) (El rector Kleist)
- Die Koralle (1917) (Els Coralls)
- Gas I (1918) (Gas I)
- Gas II (1920) (Gas II)
- Der Protagonist (1920) (El protagonista); 1926 com a llibret per a una òpera de Kurt Weill
- Die jüdische Witwe (1920) (La vídua jueva)
- Der Zar lässt sich photographieren (1927) (El tsar es deixa fotografiar); Opera buffa amb música de Kurt Weill
- Der Silbersee (1933); (El llac de plata), amb música de Kurt Weill